# 13. Kurentovanje (1973)
Kurentovanje 1973 je bil trinajsti uradni ptujski karneval, 4. marca, na pustno nedeljo.
Skupaj sta ga organizirala Folklorno društvo Ptuj in Turistično društvo Ptuj. Skupaj ga je obiskalo do zdaj rekordnih 40,000 ljudi, tudi rekordnih 1,500 nastopajočih in tudi rekordnih 200 kurentov, a to je bilo za tisto množico takrat še vedno premalo. Za razliko od prejšnjih let, je dopoldanski spored zaobjel le 5 etnografskih skupin, pa še te so se predstavile le na Mestni tržnici (Titovem trgu) in ne v povorki po mestnih ulicah. Popoldan pa je bil karnevalski del, v katerem se je najprej predstavilo kar 14 etnografskih skupin, nato pa so sledile še karnevalske maske; najprej osnovne šole in nato še skupine na vozilih (delovne organizacije).

## Spored

### Dopoldanski prikaz 5 etnografskih likov na tržnici
Prikaz se je zgodil ob 10. uri na mestni tržnici (Titov trg):
- 1. Pokači (Markovci, Podlehnik)
- 2. Kopjaši (Markovci)
- 3. Kopanjarice (Markovci)
- 4. Ploharji (Cirkovci)
- 5. Maškure (Turčišće pri Čakovcu)

### Popoldanski sprevod karnevalskih skupin po mestu
Ob 14. uri po mestnih ulicah:
- 1. Pokači in kopjaši (Markovci)
- 2. Orači (Gerečja vas)
- 3. Orači (Biš, Trnovsa vas)
- 4. Pustni plesači (Pobrežje pri Vidmu)
- 5. Orači (Markovci)
- 6. Orači (Podlehnik)
- 7. Kopanjarice (Markovci)
- 8. Orači (Dravinjski Vrh pri Vidmu)
- 9. Rusa, Medved, piceki in drugi pustni liki (Markovci)
- 10. Orači (Lancova vas)
- 11. Maškure (Turčišće pri Čakovcu)
- 12. Ploharji (Cirkovci)
- 13. Kurenti (Markovci, Turnišče pri Ptuju, Pobrežje, Rogoznica, Spuhlja...)
- 14. Pogrebci (Rogoznica)
- 15. Pustne šeme iz osnovnih in drugih šol
- 16. Večje število tovornjakov in drugih vozil delovnih organizacij, krajevnih skupnosti in posameznikov

(Dornavski cigani, Delta, Labod, Kreditna banka Maribor, Kreditna banka Ptuj...)

## Trasa

### Karnevalska povorka
- Mladika (start) – Dravska – Cankarjeva – Prešernova – Slovenski trg – Murkova – Trg mladinskih delovnih brigad (Mestni trg) – Lackova –
Beli križ (trg) – Hotel Poetovio – Osojnikova – Ciril Metodov drevored – Potrčeva – Srbski trg (UE Ptuj) – Bezjakova – Slovenski trg – Murkova –
Trg mladinskih delovnih brigad (Mestni trg) – Lackova – Beli križ (trg) – Hotel Poetovio – Osojnikova – Ciril Metodov drevored – Potrčeva –
Srbski trg (UE Ptuj) – Titov trg (mestna tržnica) – Miklošičeva – Trg mladinskih delovnih brigad (Mestni trg) – Krempljeva –
Trg svobode (Minoritski trg) – Dravska ulica – Mladika (zaključek)